# Myeline-gebonden glycoproteïne
Myeline-gebonden glycoproteïnes of MAG (afgeleid uit het Engels: myelin-associated glycoproteins) zijn glycoproteïnes die gebonden zijn aan de celmembraan. Ze vormen een onderdeel van de Siglec-familie van eiwitten en zijn functionele liganden van de NOGO-66-receptor NgR. MAG's zouden betrokken zijn bij de myelinisatie tijdens de regeneratie van zenuwen.